# Pseudophoraspis grigorenkoi
Pseudophoraspis grigorenkoi är en kackerlacksart som beskrevs av Anisyutkin 1999. Pseudophoraspis grigorenkoi ingår i släktet Pseudophoraspis och familjen jättekackerlackor.
Artens utbredningsområde är Thailand. Inga underarter finns listade i Catalogue of Life.